# San Martín de la Virgen de Moncayo
San Martín de la Virgen de Moncayo est une commune d’Espagne, dans la province de Saragosse, communauté autonome d'Aragon. Elle appartient à la comarque de Tarazona y el Moncayo.